# 비엔나로부터의 왈츠
비엔나로부터의 왈츠(Waltzes From Vienna)는 영국에서 제작된 알프레드 히치콕 감독의 1934년 영화이다. 페이 콤톤 등이 주연으로 출연하였다.

## 출연

### 주연
- 페이 콤톤

### 조연
- 에드먼드 그웬
- 찰스 헤슬로프
- 에스몬드 나이트
- 시릴 스미스
- 프랭크 보스퍼

## 제작진
- 원작자: 가이 볼튼